# Mushezib-Marduk
Mushezib-Marduk est un roi de Babylone qui a régné de 693 à 689 av. J.-C., durant une période de conflits opposant les Assyriens qui tentaient de dominer la Babylonie et différents groupes menant la résistance dans cette région. Mushezib-Marduk est le chef du Bit-Dakkuri, une confédération chaldéenne qui est alors l'un des plus actifs adversaires du roi assyrien Sennachérib, et il prend le pouvoir après que ce dernier a battu le roi babylonien précédent, Nergal-ushezib, qui était monté sur le trône après avoir renversé le propre fils du roi assyrien. Mushezib-Marduk réussit à réunir autour de lui une coalition réunissant les ennemis des Assyriens en Babylonie et dans les régions proches : Babyloniens de souche, Chaldéens, Araméens, et Élamites. Ils affrontent l'armée de Sennachérib à Halule en 691, bataille que le roi assyrien proclame comme une victoire pour son camp. Mais dans les faits l'affaire a sans doute été moins décisive, puisque Mushezib-Marduk reste sur le trône de Babylone deux années, le temps pour les Assyriens de préparer une contre-offensive d'envergure contre la Babylonie qu'ils n'arrivent pas à soumettre malgré plusieurs décennies de conflits âpres. En 689, ils établissent un siège sous les murailles de Babylone, qui tombe après une résistance acharnée, et subit l'ire de Sennachérib qui la livre au pillage et au saccage, emmenant la statue de son dieu Marduk en Assyrie. Mushezib-Marduk, capturé, fait sans doute le même voyage, et disparaît de la documentation après cela.